# 요한 1세 요제프
요한 1세 요제프(독일어: Johann Josef I, 1760년 6월 26일 ~ 1836년 4월 20일)는 리히텐슈타인을 통치한 리히텐슈타인 후작(재위: 1805년 3월 24일 ~ 1836년 4월 20일)이다. 그가 처음 리히텐슈타인을 통치했던 1805년부터 1806년까지 리히텐슈타인은 마지막으로 신성 로마 제국의 간접 통치를 받았다.

## 어린 시절
1760년 6월 26일 빈에서 리히텐슈타인 후작 프란츠 요제프 1세와 레오폴디네 폰 스테른베르크의 5남 3녀 중 사남으로 태어났다.
요한 1세는 22살의 나이에 군대에 입대했고, 흉갑기병 연대에서 중위로 일하게 되었다. 제8차 오스트리아-튀르크 전쟁에서 그는 소령, 중령, 대령으로 연이어 승진했다. 그는 1790년 훌륭한 기병장교라는 명성을 얻었고, 이를 통해 그는 마리아 테레지아 훈장을 받았다.

## 프랑스 혁명 전쟁
프랑스 혁명 전쟁 당시 그는 1793년 9월 12일 아브네레제크 전투에 참전했다, 이 전투에서 프랑스 공화당 군대 4,663명 중 2,000명의 사상자가 발생했는데 연합군은 69명만 사망했다. 또한 오스트리아군은 2,000명의 공화당 군대를 포로로 잡고, 20문의 포를 노획했다. 그는 혁명 전쟁의 다른 전투에도 참전했다. 1794년 6월 그는 소장으로 진급한 직후 플레우루스 전투에 참전했다. 그는 1796년 9월 3일 뷔르츠부르크 전투에서 기보병 혼합여단을 지휘했다. 뷔르츠부르크 전투가 승리로 끝난 후 그는 마리아 테레지아 지휘자 십자장을 받았다.
제2차 대프랑스 동맹 때 요한은 트레비아강 전투에서 오스트리아 예비군을 지휘했다. 1799년 8월 그는 중장으로 진급했고, 11월부터 12월까지 쿠에노 포위전에서 8,000명의 군사를 이끌었는데 이 포위전을 승리로 이끌었다. 1800년 12월 3일, 그는 5,109명으로 이루어진 기병사단을 이끌고 호엔린덴 전투에 참여했다.

## 나폴레옹 전쟁
나폴레옹 전쟁 당시 요한은 여러 전투에 참전해 명성을 얻었다. 아우스터리츠 전투에서 그는 4,600명의 기병을 지휘했다. 그의 군대는 잘 싸웠으나 러시아-오스트리아 연합군을 구할 수는 없었다. 이후 그는 나폴레옹 보나파르트와 협상을 벌여 프레스부르크 화의를 이끌어냈다.
1805년 형 알로이스 1세가 자녀 없이 사망하자 리히텐슈타인의 후작이 되었다. 이후 1808년 그는 기병장군으로 진급했다.
제5차 대프랑스 동맹 당시 그는 카를 폰 외스터라이히테셴 공작 휘하의 제1예비군단을 지휘했다. 그는 기병과 척탄병을 이끌고 1809년 4월 22일 에크뮐 전투에 참전했고, 5월 21일부터 5월 22일에는 아스페른-에셀링 전투에, 7월 5일부터 7월 6일까지는 바그람 전투에 참전했다. 그는 카를 대공이 사임한 이후 오스트리아 제국의 육군 사령관이 되었고 1809년 연말까지 이 직위를 유지했다. 1809년 9월 프란츠 2세는 그를 육군원수로 진급시켰다. 그는 쇤브룬 조약을 체결했지만, 이는 나폴레옹에게 유리하고 오스트리아 제국에 불리한 내용이었다. 이로 인해 요한은 정치적 수완이 부족하다는 비평을 얻었고, 그는 비판을 피하기 위해 1810년 군에서 사임했다.

## 주권국가의 군주
리히텐슈타인 후작으로써 요한은 선진적인 개혁을 추구했으나 계몽전제주의 식의 정부 형태를 원하기도 했다. 1818년 그는 본질을 제한했지만 헌법을 환영했다. 그는 그의 행정부를 급격하게 재조직했고 농업과 삼림업을 확장했다. 그는 자산을 얻기 위해 근대적인 부동산을 얻고자 노력하기도 했다. 그는 예술에도 관심을 보여 대영제국 모델의 공원을 조감하고자 했고, 비에데메이에 공원을 만들기도 했다.
1806년 나폴레옹은 리히텐슈타인을 라인 동맹에 합병했고, 주권국으로 독립시켰다. 빈 회의에서 리히텐슈타인의 주권은 인정되었다. 1815년 리히텐슈타인은 독일 연방의 회원국이었다. 독일 연방 역시 리히텐슈타인의 주권을 승인했다. 1836년 빈에서 사망했다.

## 자녀와 후손
퓌르스텐베르크베이트라의 요제파 여백작과 결혼해서 슬하 7남 7녀를 두었다. 현존하는 리히텐슈타인 후작가의 구성원들은 모두 요한 1세 요제프의 후손이다. 그 중 장남 알로이스 2세, 삼남 카를 요한의 가계는 단절되었고, 차남 프란츠 데 파울라와 오남 에두아르트 카를의 가계가 현재까지 이어지며, 현 리히텐슈타인 후작가 직계는 차남 프란츠 데 파울라의 후손이다.
| 사진 | 이름                  | 생일            | 사망                    | 기타 |
| ---- | --------------------- | --------------- | ----------------------- | --- |
|      | 레오폴디네 마리아     | 1793년 9월 11일 | 1808년 7월 28일 (14세)  | 요절 |
|      | 카롤리네              | 1795년 2월 2일  | 1795년 2월 2일          | 요절 |
|      | 알로이스 2세          | 1796년 5월 26일 | 1858년 11월 12일 (62세) | 위시니츠와 테타우의 프란치스카 킨스키 여백작과 결혼, 슬하 2남 9녀(요한 2세, 헨리에테, 프란츠 1세), 프란츠 요제프 2세의 외증조부 |
|      | 조피 마리아           | 1798년 9월 5일  | 1869년 6월 27일 (70세)  | 에스테라지의 빈첸츠 백작과 결혼, 자녀 없음                                                                                      |
|      | 마리 요제피네         | 1800년 1월 11일 | 1884년 6월 14일 (84세)  | 미혼, 자녀 없음 |
|      | 프란츠 데 파울라      | 1802년 2월 25일 | 1882년 3월 31일 (80세)  | 에와 유제피나 줄리아 포토츠카 여백작과 결혼, 슬하 3남 1녀, 프란츠 요제프 2세의 증조부                                           |
|      | 카를 요한             | 1803년 6월 14일 | 1871년 10월 12일 (68세) | 그륀느의 로잘리 여백작과 결혼, 슬하 2남 1녀                                                                                     |
|      | 클로틸데              | 1804년 8월 19일 | 1807년 1월 27일 (2세)   | 요절 |
|      | 헨리에테              | 1806년 4월 1일  | 1886년 6월 15일 (80세)  | 후나디 드 케슬리의 요제프 백작과 결혼, 슬하 1남 1녀                                                                             |
|      | 프리드리히 아달베르트 | 1807년 9월 22일 | 1885년 5월 1일 (77세)   | 소피 뢰베와 결혼, 자녀 없음 |
|      | 에두아르트 프란츠     | 1809년 2월 22일 | 1864년 6월 27일 (55세)  | 콜로니오와-촐로니에프스카의 호노리아 여백작과 결혼, 슬하 1남 1녀                                                                |
|      | 아우구스트            | 1810년 4월 22일 | 1824년 5월 27일 (14세)  | 요절 |
|      | 이다                  | 1811년 9월 12일 | 1884년 6월 27일         | 파르 제4대 후작 카를과 결혼, 슬하 4남 8녀                                                                                       |
|      | 루돌프                | 1816년 9월 12일 | 1848년 6월 19일 (31세)  | 미혼, 자녀 없음 |